# 死角 (小說)
《死角》，是香港漫畫家曹志豪和作家望日於2019年聯合創作的武打圖像小說。故事以拳擊運動為主題，講述兩名香港拳手挑戰成為亞洲拳王的經歷。
該小說於2022年被MakerVille改編成電視劇《繩角》，由MIRROR成員江𤒹生和楊樂文分別飾演兩名主角歐陽駿和李承東。

## 情節
新晉拳手歐陽駿以七戰七勝的姿態打響名堂，其教練魯堅提出將會於半年後越級挑戰以十六戰全勝奪得亞洲冠軍的菲律賓拳王Aflerdo。歐陽駿的摯友前拳手李承東為其慶祝，卻在重看拳賽錄影時發現比賽期間魯堅一直與對手的助理打眼色。由於魯堅多年前曾在賽前暗算對手使李在擂台上將對手打死，李認為魯又用了一些卑鄙手段來干預賽果，遂前去與他對質。豈料，魯竟對賄賂對手一事直認不諱，更指出若果沒有他出手，歐陽駿並不可能勝出任何一場比賽。
李承東與歐陽駿在酒吧會面，李叮囑歐陽注意他的壞脾氣和小心老謀深算的魯堅。就在歐陽回想著李的勸誡時，他便接獲通知魯堅已將他賣到一家跨國拳手經理人公司。原來魯堅深知道歐陽駿能力不濟，一直只是派他與有明顯弱點的拳手對賽，包裝成拳壇的明日之星，並趁著他的底蘊被外界揭露前將他高價賣出。深受打擊的歐陽駿遂前往參與地下拳賽，試圖證明自己的實力，卻遭對手輕易擊倒並陷入昏迷。
魯堅隨即企圖以違約為由起訴私下參加拳賽的歐陽駿，並以此威脅李承東，要求李復出並代替歐陽與Aflerdo對賽。魯堅一方面能避免向經理人公司賠款，同時仍能操控拳手，要求李打假賽，敗給與其有合作關係的Aflerdo。別無他擇的李只好答應魯堅。然而，當李與歐陽駿的曖昧對象姜秀賢一同到歐陽家照顧其愛犬時，找到了魯堅的犯罪證據。毫無後顧之憂的李承東如期赴約，並要在擂台上堂堂正正擊敗Aflerdo，不讓魯堅操縱拳賽的陰謀得逞。

## 角色
- 歐陽駿：綽號「戰馬」，King Boxing拳手，被塑造成拳壇的後起之秀。
- 李承東：綽號「殺人鯨」，尚武拳館教練，歐陽駿的好友，原為魯堅旗下的拳手，但因魯堅曾在賽前暗算對手使其在擂台上將對手擊斃而蒙上陰影，不再參賽。
- 魯堅：利益至上的奸險小人，King Boxing的負責人和教練，將拳賽視為一盤生意，並經常以卑鄙手段謀利。
- Aflerdo：以十六戰全勝奪得亞洲冠軍的菲律賓拳王，與Mr. Johnson和魯堅勾結，為人跋扈但實力超凡。
- Mr. Johnson[註 1]：洋人，著名拳賽投資者，魯堅的合作夥伴，曾培養出多個亞洲冠軍級的拳王。
- 姜秀賢：寵物店東主，與歐陽駿有感情線。
- 小明：尚武拳館職員，李承東和歐陽駿的好友，實為魯堅安插的臥底並出賣李和歐陽二人。

## 創作與出版
曹志豪接觸拳擊運動的契機是因為一次跟朋友比賽減肥而下定決心學拳，認識了當時嶄露頭角、身材瘦削矮小的曹星如，並深深被其吸引。而曹當時剛好辭去工作，全力投入漫畫創作，他希望能選擇一個比較罕見的主題，擺脫港漫的既定模式，寫出帶有個人特色的作品，卻又能同時結合一些經典的港漫元素，例如打鬥情節。因此曹便選擇拳擊為主題，並在創作時向曹星如請教了有關拳擊的專業知識。2012年，曹志豪推出了以香港拳手為主角的武打漫畫《死角》，然而由於港漫式微，《死角》亦因連載雜誌停刊而提早完結，因此曹打算另覓漫畫以外的媒介來進行創作。
2018年，曹志豪受三聯書店邀請出版小說，他遂找上推理小說家望日，與其合作推出以漫畫原作劇情為主線的改編圖像小說。該小說新增了歐陽駿和姜秀賢的感情線以及漫畫被腰斬後的原定劇情。曹志豪指他並不希望故事是走熱血路線，相反他認為小說的格調應該更加貼合現實，因此加入了黑箱作業、運動商品化等黑暗面，從另一個角度探討現代運動，而角色被財團操縱的經歷亦更貼合標題「死角」。望日則指小說亦有好幾幕加入了他喜歡的推理元素，讓小說更加緊湊和帶來新鮮感。
《死角》於2019年11月1日由P.PLUS LIMITED出版，反響不俗，後亦獲邀參與安古蘭國際漫畫節和作為香港藝術中心「漫遊香港」主題的展出項目之一。

## 衍生作品

### 續作
曹志豪於2020年與編劇兼小說家留晴合作，聯合創作並出版續作《死角II》，講述歐陽駿和李承東被魯堅算計再度挑戰擂台的故事。

### 改編電視劇
2021年，香港娛樂公司MakerVille宣佈將會拍攝改編自《死角》的連續劇。由於標題中帶有不吉利的「死」字，因此劇名改為《繩角》。《繩角》由羅俊偉和祁健聰執導，原作者曹志豪亦有參與製作和選角，而兩名主角歐陽駿和李承東分別由MIRROR成員江𤒹生和楊樂文飾演，其中江𤒹生是曹認為能演繹歐陽駿的第一人選。而原著中的反派魯堅則由梁祖堯飾演，其他主演包括MIRROR成員王智德、邱傲然，以及駱振偉、林愷鈴、蘇麗珊和湯駿業。《繩角》原定於2022年2月開拍，但因擔心全民檢測會影響拍攝進度而延遲到4月開拍，並在5月底殺青。該劇於同年11月14日起在ViuTV播放。

## 註腳
1. ↑  名字僅於續作《死角II》中被提及。